# Eco-sociale markteconomie
De eco-sociale markteconomie (Duits: Ökosoziale Marktwirtschaft, Engels: Eco-Social Martket Economy) is een variant van de sociale markteconomie die in de jaren tachtig van de vorige eeuw werd ontwikkeld in Oostenrijk door de christendemocratische politicus Josef Riegler. Bedoeling van de eco-sociale markteconomie is niet alleen te focussen op economische groei en het sociale aspect dat dit met zich meebrengt (= sociale markteconomie), maar ook rekening te houden met het milieu. De eco-sociale markteconomie zet daarom sterk in op duurzaamheid. 
Om de ideeën van de eco-sociale markteconomie buiten Oostenrijk te verbreiden werd het Ökosoziale Forum en het Ökosoziale Forum Europa opgericht. De voormalige Amerikaanse vicepresident Al Gore was betrokken bij de oprichting van het Global Marshall Plan om de eco-sociale markteconomie verder doorgang te doen laten vinden. 
De eco-sociale markteconomie is gebaseerd op het ordoliberalisme (een vorm van sociaalliberalisme) en de katholieke sociale leer.